# Podalonia hirsuta
Podalonia hirsuta là một loài côn trùng cánh màng trong họ Sphecidae, thuộc chi Podalonia. Loài này được Scopoli miêu tả khoa học đầu tiên năm 1763.